# 刘烺
刘烺，清朝人，是一名清朝政治人物。
刘烺曾于1841年接替金镕任奉贤县知县一职，1842年由秋家丞接任。